# Bedřich Hrozný
Bedřich Hrozný (n. 6 mai 1879

, Lysá nad Labem, d. 12 decembrie 1952, Praga) a fost un lingvist și orientalist de origine cehă, care a pus bazele hititologiei, fiind primul care a reușit să descifreze limba hitită.

## Biografie
Bedřich Hrozný s-a născut într-o familie de preoți evangheliști. Și-a început liceul în Praga, dar din cauza morții neașteptate a tatălui său, l-a terminat în Kolín. Acesta și-a continuat studiile universitare la Viena, unde a urmat Teologia și Artele. Imediat ce a terminat Teologia s-a dedicat complet studiului Orientului Apropiat Antic. Cu un an înaintea obținerii doctoratului, în 1904, a participant pentru prima dată la excavări în Orientul Apropiat, mai exact în Tell Taanek, Palestina.

În 1906 s-a făcut o descoperire în Asia Mică, fapt care urma să-i schimbe viața lui Hrozný. În Khatušša, vechea capitală a Imperiului Hitit, în cadrul expediției Societății Orientaliste Germane s-au descoperit tăblițe cuneiforme inscripționate într-o limbă necunoscută. Hrozný și-a arătat interesul pentru acestea patru ani mai târziu. În 1914, în urma morții lui Hugo Winkler, descoperitorul tăblițelor și fost profesor al lui Hrozný, Societatea Orientalistă Germană l-a însărcinat pe acesta cu publicarea textului. Până în acel moment, limba în care erau inscripționate tăblițele, deja fusese identificată ca fiind de origine Indo-Europeană. Doi ani mai târziu, după izbucnirea Primului Război Mondial, Hrozný a tradus prima frază hitită: 
„Vei mânca pâinea, vei bea apa.”
După dezintegrarea Austro-Ungariei, Hrozný a fost numit profesor al Universității din Praga. La început, s-a axat pe studiul filologiei hitite. Doi ani mai târziu, în 1924 și 1925, a condus două expediții arheologice în Orientul Apropiat. În anul universitar 1926-1927 Hrozný a fost ales decan al Facultății de Arte. În anii 1939-1940 a ocupat postul de președinte al universității fiind martor al schimbărilor impuse de ocupația regimului național-socialist. După cel de-al Doilea Război Mondial, Hrozný  și-a încetat activitatea academică. Cu puțin timp înaintea morții sale, în 1952, a fost desemnat membru al Academiei Cehoslovace de Științe.
După descifrarea limbajului hitit, Hrozný și-a încercat norocul din nou în tâlcuirea așa numitelor hieroglife hitite. Efortul lui nu a fost urmat de succes. În prezent știm că textele pe care a încercat să le descifreze nu erau, de fapt, o versiune de hitita, ci limbajul Luwian. Truda lui Hrozný nu a fost zadarnică, el punând la punct și publicând o culegere cuprinzătoare pe subiectul acestor texte hieroglifice. Hrozný a încercat, de asemenea, să rezolve „problemele” limbajului proto-indian sau Indus și ale celui cretan. Este important de știut faptul că nici până acum încercările de traducere a acestor limbaje nu au avut succes.
Profesorul Bedřich Hrozný a intrat atât în istoria științifică cehă, cât și în cea universală, ca cel care a descifrat limbajul hitit, prima limbă indo-europeana descoperită în manuscris. El a pus bazele unei noi discipline științifice, hititologia, care se ocupă cu istoria și cultura materială și spirituală a Imperiului Antic Hitit.
Hrozný nu a fost doar un om de știință strălucit, ci și un manager priceput. El a contribuit la înființarea Institutului Orientalist din Praga, a participant la crearea ziarului intitulat „Archiv orientální” și a organizat prima expediție cehă - sau mai bine zis cehoslovacă - în Orientul Apropiat.

## Expedițiile arheologice ale lui Bedřich Hrozný
În perioada șederii sale în Viena, Hrozný – care la acel moment se considera mai degrabă filolog – a participant la excavările organizate de Universitatea din Viena în Taanek, Palestina. După crearea Cehoslovaciei și plecarea sa din Viena, Hrozný a primit postul de profesor în Praga, înființând Seminarul de Studii Cuneiforme și Istorie a Orientului Antic și organizând, de asemenea, două expediții în Orientul Apropiat, mai exact în Siria și Turcia.
Prima expediție, din 1924, a avut ca destinație Siria, care se afla sub tutela franceză. În mai, Hrozný a coordonat excavări în situl Sheikh Saad din Hauran (sudul Damascului). Ulterior, grupul de expediție a părăsit Siria îndreptându-se spre Turcia, mai exact spre orașul Kayseri și situl Kültepe, aflat în apropiere. După întoarcerea din Turcia, Hrozný a călătorit prin aproape toată Siria în căutarea unui sit potrivit, sau mai bine zis a unei movile de ocupare – o așa numită movilă de rămășițe a unui așezământ antic – unde expediția cehoslovacă ar fi continuat cercetările. La jumătatea anului 1924, Hrozný și-a lansat excavările la situl Tell Erfad (sau Tall Rifat).
Apoi echipa s-a mutat în Turcia unde a făcut excavări până la jumătatea lui septembrie. 
Majoritatea descoperirilor făcute în cele două siturilor au rămas în Turcia și Siria, unde au fost încorporate în cadrul Muzeului Civilizațiilor Anatoliene din Ankara și Muzeelor Naționale din Damasc, respectiv Aleppo. Materialele obținute de Hrozný în timpul excavațiilor  au fost împărțite între 3 instituții pragheze: Seminarului de Studii Cuneiforme și Istorie a Orientului Antic, Galeriei Naționale din Praga, Muzeului Național - Náprstek al Culturilor Asiatice, Africane și Americane.
Cele mai importante situri în care Hrozný și-a desfășurat excavațiile au fost: Tell Erfad și Sheikh Saad, în Siria, iar Kültepe  în Turcia.

##### Sheikh Saad
Situl Sheikh Saad este localizat în sudul Damascului și la est de lacul Gennesaret. În vârful dealului Sheikh Saad, Bedřich Hrozný a descoperit o clădire grandioasă construită din blocuri de bazalt, care fusese decorată cu statui greco-romane din același material. Descoperirile au fost datate ca aparținând secolului al II-lea d.H. În timpul explorării altarului de la Sheikh Saad a fost descoperită o stelă comemorativă a faraonului egiptean Ramses al II-lea. În afară de stelă și câteva monumente greco-romane, au mai fost atestate și alte faze ale ocupațiilor ulterioare, din perioadele bizantină și islamică.

##### Tell Erfad
Movila denumită Tell Erfad se găsește în nordul orașului Aleppo și reprezintă rămășițele acoperite ale orașului antic Arpad. Expediția cehoslovacă a descoperit aici fundația unui palat, o colosală scară sub poarta nordică (ambele din perioada greco-romană), statui din piatră, dar și obiecte mai mici, cum ar fi niște figurine din teracotă.

##### Kültepe și împrejurimile orașuluiKayseri
Situl Kültepe este localizat aproape de orașul Kayseri, în Anatolia Centrală. În 1880, pe piața neagră, au apărut tăblițe cuneiforme care se presupunea că provin din această zonă. Acestea erau inscripționate cu însemnări private și de ordin comercial ale negustorilor asirieni de la începutul mileniului al II-lea î.Hr. După inspectarea zonei, el a decis să excaveze în Kültepe, descoperind aici peste o mie de tăblițe.

## Premiul Bedřich Hrozný  pentru realizări creative
Premiul Bedřich Hrozný este un premiu de onoare prestigios oferit de către Universitatea Carolină din Praga. A fost instituit în 2013 în cadrul comemorării lui Bedřich Hrozný ca președinte al universității, dar și ca om de știință, orientalist și lingvist, cunoscut la nivel mondial ca cel care a descifrat limbajul hitit.
Premiul poate fi acordat de două ori pe an, sau deloc, de către președinte sau vice-președinte universității, în cadrul unei întâlniri ceremoniale a Comitetului Științific al Universității. Acest premiu este acordat pentru realizări importante, originale și creative. El poate consista în publicarea într-un jurnal științific sau o monografie școlară, o operă de artă, organizarea unei expoziții, un brevet, etc. Premiul este acordat fie unui angajat al universității, fie unei întregi echipe de oameni de știință din cadrul acesteia.